# Shawn Respert
Shawn Christopher Respert (ur. 6 lutego 1972 w Detroit) – amerykański koszykarz, występujący na pozycji rozgrywającego, reprezentant Stanów Zjednoczonych, trener koszykarski.
W latach 2018–2020 pełnił funkcję dyrektora do spraw rozwoju zawodników w klubie Chicago Bulls.

## Osiągnięcia
Na podstawie, o ile nie zaznaczono inaczej.
NCAA
- Uczestnik:
  - II rundy turnieju NCAA (1992, 1994)
  - turnieju NCAA (1992, 1994, 1995)
- Zawodnik roku:
  - NCAA według:
    - Sporting News (1995)[2]
    - National Association of Basketball Coaches – NABC (1995)[3]

  - Konferencji Big Ten (1995)[4]
- Laureat nagrody Chicago Tribune Silver Basketball (1995 – Big Ten MVP)
- Zaliczony do:
  - I składu:
    - All-American (1995)
    - Big Ten (1994, 1995)

  - II składu Big Ten (1993)
  - III składu All-American (1994 – UPI)

Pro
- Uczestnik:
  - meczu gwiazd PLK (2003)[5]
  - rozgrywek Pucharu Koracia (2001)[6]

Reprezentacja
- Mistrz Uniwersjady (1993)[7]
- Brązowy medalista Igrzysk Dobrej Woli (1994)[8]